# 사막주머니생쥐
사막주머니생쥐(Chaetodipus penicillatus)는 주머니생쥐과에 속하는 북아메리카 설치류의 일종이다. 미국 남서부와 멕시코에서 발견된다. 일반명처럼, 사막주머니생쥐는 중간 크기의 설치류로 모래 서식지와 드문 드문 식물이 있는 사막 환경을 좋아한다.

## 특징
사막주머니생쥐는 중간 크기의 주머니생쥐이다. 성체의 전체 몸길이는 보통 180mm를 넘지 않는다. 털 색은 회색빛 갈색부터 누르스름한 회색을 띠고 검은색이 뿌려질 수 있다. 털이 거칠다. 엉덩이에 가시털은 없지만 가늘고 긴 수많은 털이 등 쪽은 진하고 옆구리 쪽은 연한 색을 띤다. 옆 줄은 없다. 하체와 꼬리는 희끄무레하다. 꼬리는 두꺼운 깃 장식이 있으며, 머리와 몸 사이의 길이보다 길고 꼬리 길이는 109mm이다. 뒷발 발바닥은 희끄무레한 색을 띠며 길이는 25mm이다.

## 아종
6종의 아종이 알려져 있다.
- C. pencillatus pencillatus - 미국 애리조나주 남부, 중부
- C. pencillatus angustirostris - 미국 캘리포니아주 남부, 멕시코 바하칼리포르니아주 동부
- C. pencillatus pricei - 애리조나주 남부, 소노라주
- C. pencillatus seri - 티뷰론 섬
- C. pencillatus sobrinus - 네바다주 남부
- C. pencillatus stephensi - 캘리포니아 동부